# Estación de Arganda del Rey
Arganda del Rey es una estación de la línea 9 del Metro de Madrid situada en el municipio de Arganda del Rey próxima al centro urbano y subterránea. Corresponde a la zona tarifaria B3 según el Consorcio Regional de Transportes.

## Historia
Entró en servicio el 7 de abril de 1999.
Entre el 9 de julio y el 22 de septiembre de 2021, permaneció cerrada por obras en el tramo La Poveda-Arganda del Rey. Se estableció un Servicio Especial de autobús gratuito entre ambas estaciones.

## Accesos

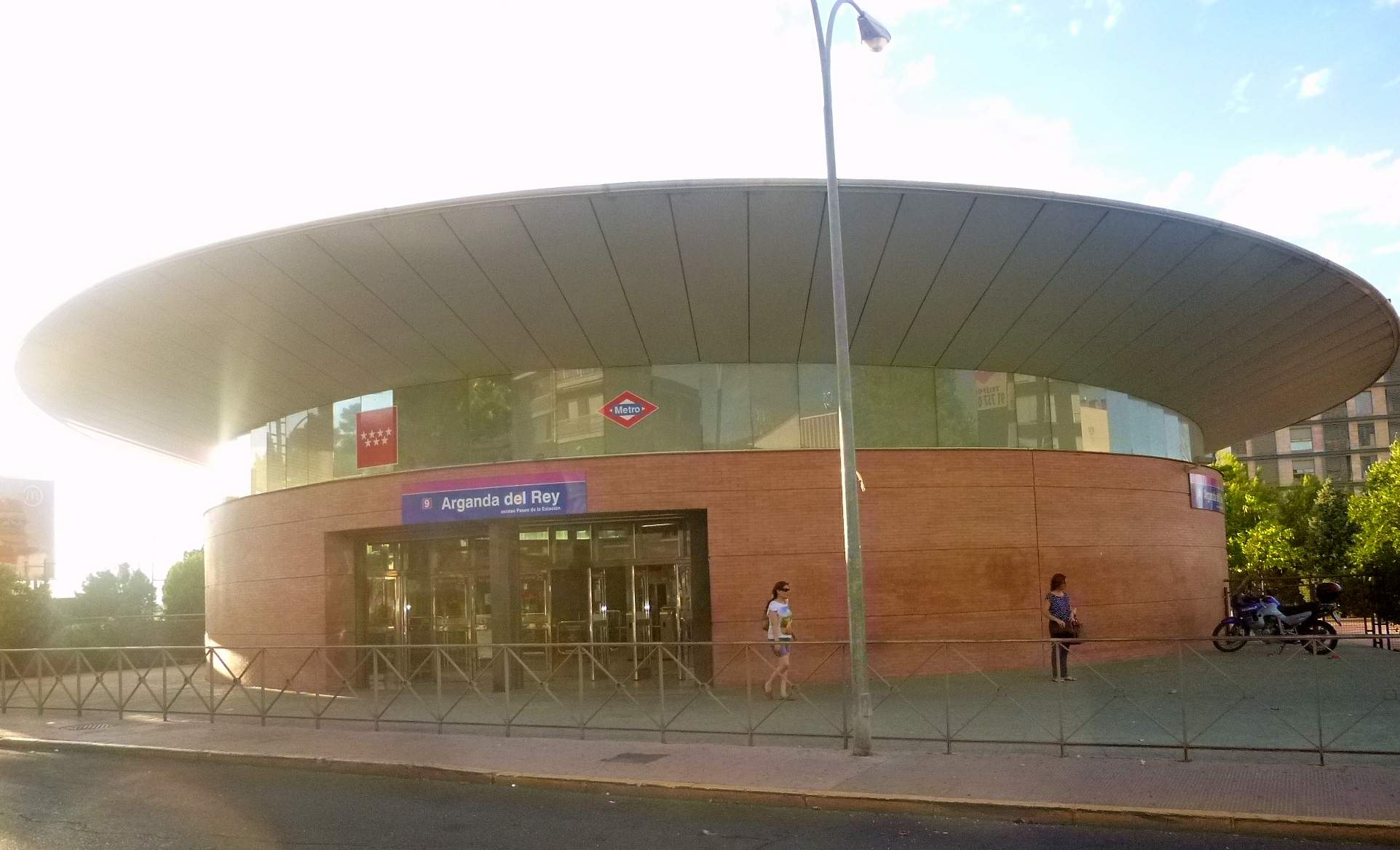
Acceso de la estación en 2016

Vestíbulo Arganda del Rey
- Pº de la Estación Pº Estación, 37

## Líneas y conexiones

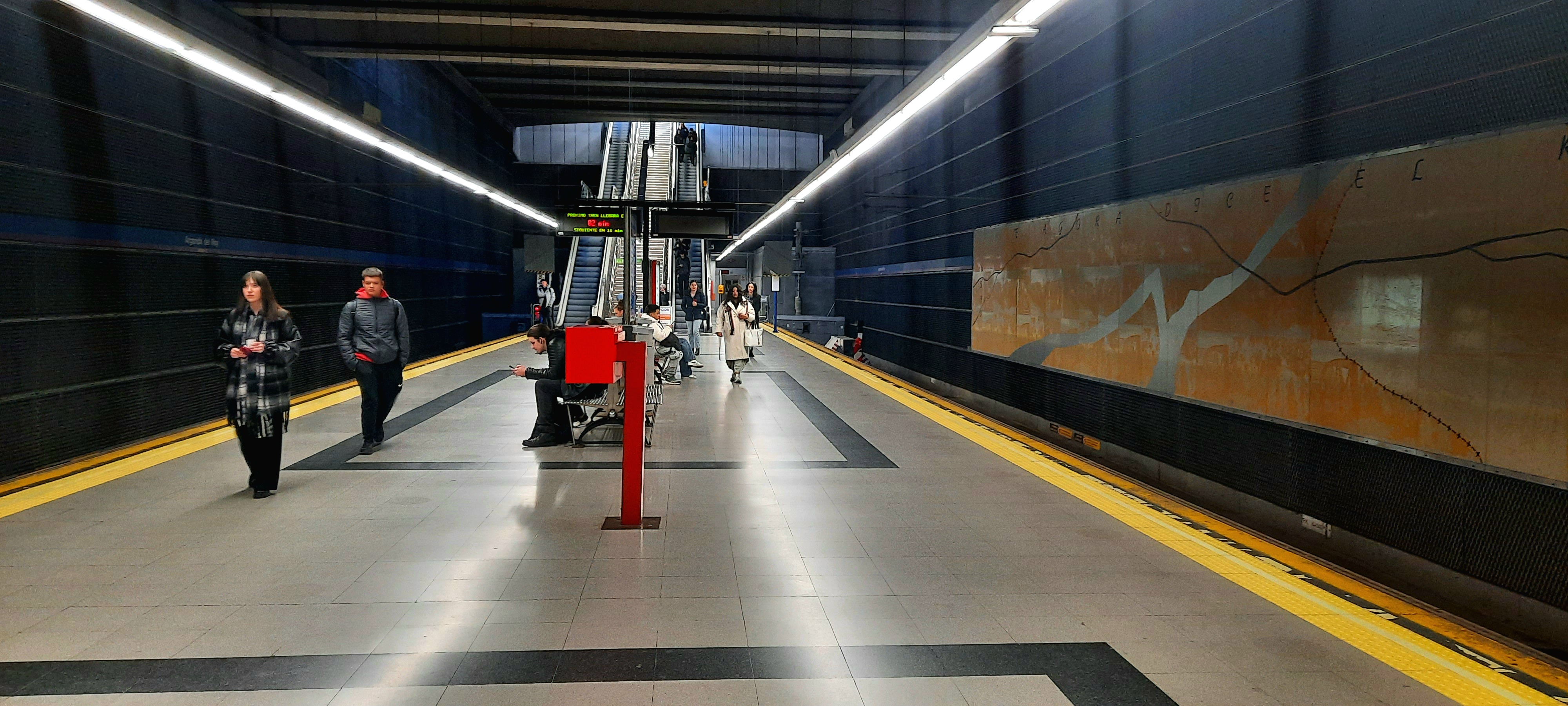
Andenes de la estación hacia el fondo de saco

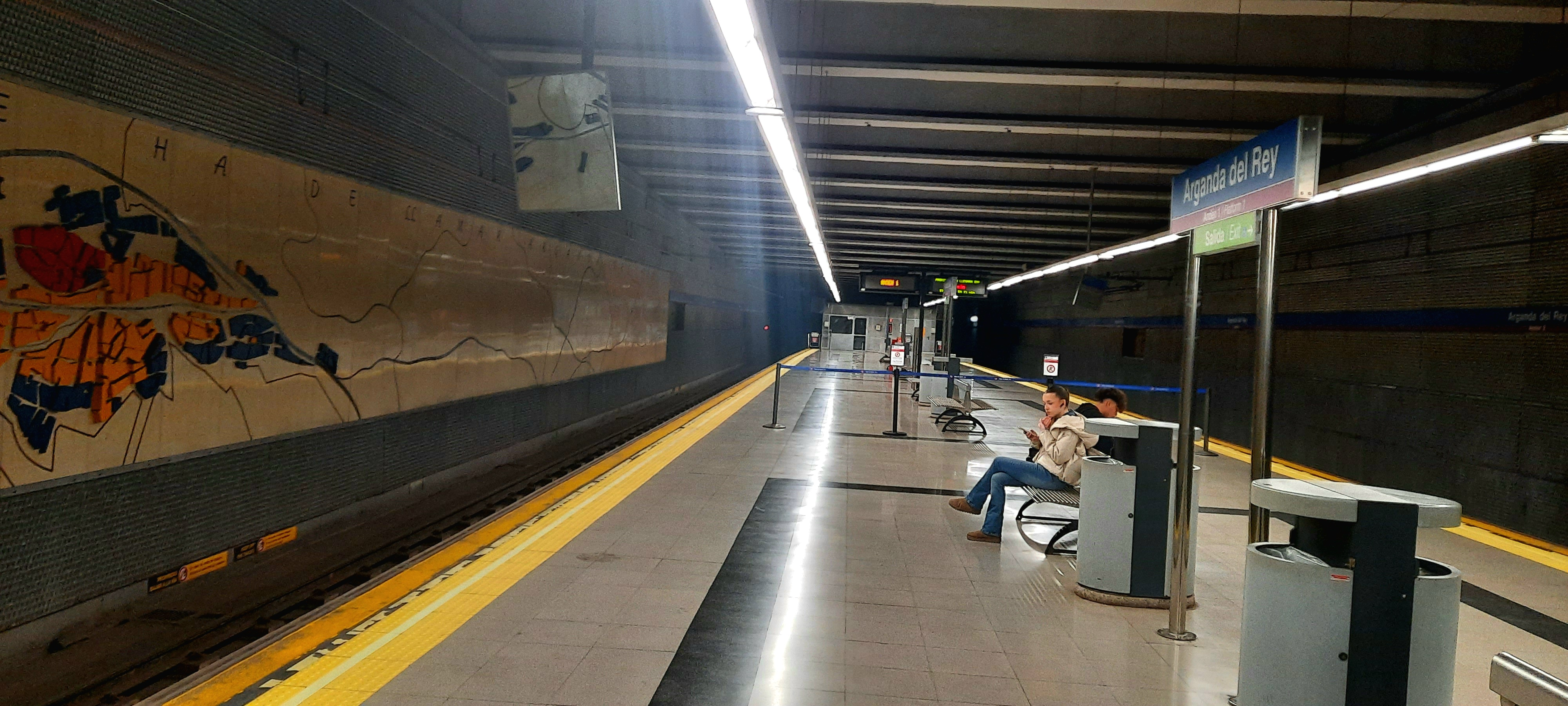
Andenes de la estación hacia Puerta de Arganda

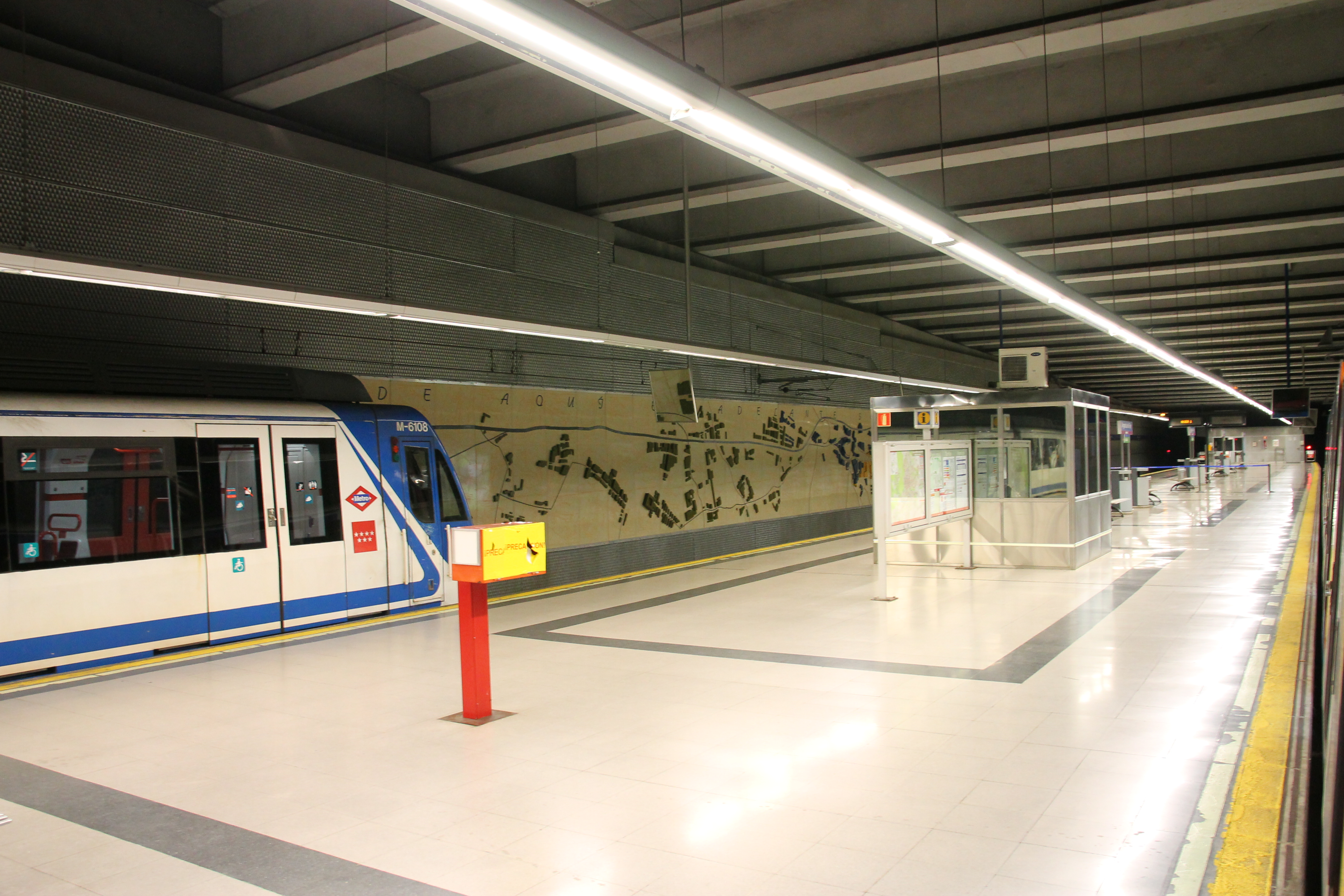
Serie 6000 en la estación

### Metro
| << cabecera                                       | < estación | línea | estación >     | cabecera >>    |
| ------------------------------------------------- | ---------- | ----- | -------------- | -------------- |
| Paco de Lucía Cambio de tren en Puerta de Arganda | La Poveda  |       | final de línea | final de línea |

### Autobuses
| Diurnos |                          |                                                  |          |
| Línea | Destino                  | Parada                                           | Operador |
| 1 | ResidenciaH              | 07454 Av. Ejército-Vereda del Melero (N.º 40)    | ALSA     |
| 1 | La Poveda                | 10665 Ctra. Loeches-Dr. Escribano Ortíz (n.º 55) | ALSA     |
| 2 | La Poveda                | 10665 Ctra. Loeches-Dr. Escribano Ortíz (n.º 55) | ALSA     |
| 2 | Siete Vientos - Hospital | 10665 Ctra. Loeches-Virgen de Guadalupe (n.º 49) | ALSA     |
| 4 | Circular Arganda         | 10665 Ctra. Loeches-Virgen de Guadalupe (n.º 49) | ALSA     |
| H Los domingos y festivos pasa por el cementerio nuevo y de lunes a viernes laborables pasa por el polígono El Guijar |                          |                                                  |          |

| Diurnos   |                                                    |                                                    |                           |
| Línea     | Destino                                            | Parada                                             | Operador                  |
| 313       | Madrid (Conde de Casal)                            | 12198 Pº Estación-Est. Arganda del Rey (N.º 39)    | ALSA                      |
| 312       | Arganda del Rey (El Mirador)                       | 07454 Av. Ejército-Vereda del Melero (N.º 40)      | ALSA                      |
| 312A      | Arganda del Rey (El Mirador por La Poveda)         | 07454 Av. Ejército-Vereda del Melero (N.º 40)      | ALSA                      |
| 321       | Arganda del Rey (Hospital)                         | 07454 Av. Ejército-Vereda del Melero (N.º 40)      | ALSA                      |
| 322       | Ambite                                             | 07454 Av. Ejército-Vereda del Melero (N.º 40)      | ALSA                      |
| 350A      | Estremera                                          | 07454 Av. Ejército-Vereda del Melero (N.º 40)      | Empresa Ruiz              |
| 350B      | Villarejo de Salvanés - Villamanrique de Tajo      | 07454 Av. Ejército-Vereda del Melero (N.º 40)      | Empresa Ruiz              |
| 350C      | Belmonte                                           | 07454 Av. Ejército-Vereda del Melero (N.º 40)      | Empresa Ruiz              |
| 285       | Arganda del Rey                                    | 10665 Ctra. Loeches-Virgen de Guadalupe (N.º 49)   | Avanza Movilidad Integral |
| 320       | Arganda del Rey                                    | 10665 Ctra. Loeches-Virgen de Guadalupe (N.º 49)   | ALSA                      |
| 285       | Velilla de San Antonio-Coslada (San Fernando FFCC) | 10665 Ctra. Loeches-Dr. Escribano Ortíz (N.º 55)   | Avanza Movilidad Integral |
| 313       | Valdilecha                                         | 10665 Ctra. Loeches-Dr. Escribano Ortíz (N.º 55)   | ALSA                      |
| 320       | Alcalá de Henares                                  | 10665 Ctra. Loeches-Dr. Escribano Ortíz (N.º 55)   | ALSA                      |
| 321       | Villar del Olmo                                    | 10665 Ctra. Loeches-Dr. Escribano Ortíz (N.º 55)   | ALSA                      |
| 322       | Arganda del Rey (Hospital)                         | 10665 Ctra. Loeches-Dr. Escribano Ortíz (N.º 55)   | ALSA                      |
| 326       | Madrid (Conde de Casal)                            | 10665 Ctra. Loeches-Dr. Escribano Ortíz (N.º 55)   | ALSA                      |
| 326       | Mondéjar - Driebes                                 | 10665 Ctra. Loeches-Dr. Escribano Ortíz (N.º 55)   | ALSA                      |
| 350A      | Arganda del Rey (Hospital)                         | 10665 Ctra. Loeches-Dr. Escribano Ortíz (N.º 55)   | Empresa Ruiz              |
| 350B      | Arganda del Rey (Hospital)                         | 10665 Ctra. Loeches-Dr. Escribano Ortíz (N.º 55)   | Empresa Ruiz              |
| 350C      | Arganda del Rey (Hospital)                         | 10665 Ctra. Loeches-Dr. Escribano Ortíz (N.º 55)   | Empresa Ruiz              |
| 351       | Estremera - Barajas de Melo                        | 17484 Av. Valencia-Pza. Progreso (frente al N.º 2) | Empresa Ruiz              |
| 352       | Fuentidueña de Tajo - Tarancón                     | 17484 Av. Valencia-Pza. Progreso (frente al N.º 2) | Empresa Ruiz              |
| 353       | Villamanrique - Santa Cruz de la Zarza             | 17484 Av. Valencia-Pza. Progreso (frente al N.º 2) | Empresa Ruiz              |
| 351       | Madrid (Ronda de Atocha)                           | 17485 Av. Valencia-Pza. Progreso (N.º 2)           | Empresa Ruiz              |
| 352       | Madrid (Ronda de Atocha)                           | 17485 Av. Valencia-Pza. Progreso (N.º 2)           | Empresa Ruiz              |
| 353       | Madrid (Ronda de Atocha)                           | 17485 Av. Valencia-Pza. Progreso (N.º 2)           | Empresa Ruiz              |
| Nocturnos |                                                    |                                                    |                           |
| Línea     | Destino                                            | Parada                                             | Operador                  |
| N303      | Arganda del Rey                                    | 07454 Av. Ejército-Vereda del Melero (N.º 40)      | ALSA                      |
| N303      | Madrid (Conde de Casal)                            | 19173 Ctra. Loeches-Plaza del Progreso (N.º 59)    | ALSA                      |